# Epicauta impressifrons
Epicauta impressifrons är en skalbaggsart som beskrevs av Van Dyke 1928. Epicauta impressifrons ingår i släktet Epicauta och familjen oljebaggar. Inga underarter finns listade i Catalogue of Life.